# ژجیانگ
ژه‌جیانگ یا ژجیانگ (به چینی: 浙江)، پین‌یین: Zhejiang) یکی از استان‌های کشور چین است. گاه به اختصار ژه (浙) نامیده می‌شود. این استان در شرق این کشور قرار گرفته‌است و مرکز آن شهر هانگژو است.

## جمعیت
جمعیت آن بالغ بر ۴۷ میلیون نفر است.

## مساحت
مساحت این استان برابر ۱۰۱٬۸۰۰ کیلومتر مربع است. ژجیانگ سرزمینی تپه‌ای است و تپه‌های سرسبز بیشتر مساحت این استان را پوشانده‌اند. این استان در مجاورت دریای شرقی چین قرار گرفته‌است.

## منابع

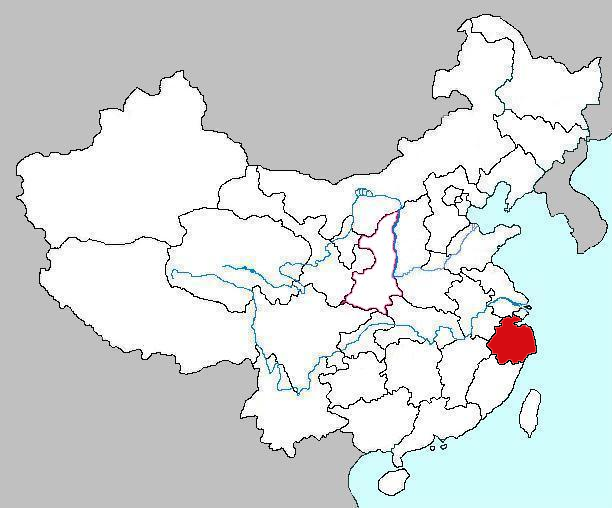
نقشه استانهای چین و جایگاه استان ژجیانگ.